# Макаров, Сергей Михайлович (политик)
Сергей Михайлович Макаров (род. 25 апреля 1964 года, Новошахтинск, Ростовская область, РСФСР, СССР) — российский политический и государственный деятель. Глава Администрации Волгодонска с 26 января 2022 года.

## Биография
Сергей Михайлович Макаров родился 25 апреля 1964 года в городе Новошахтинск, Ростовской области. Окончил в разное время три высших учебных заведения – в 1986 году Инженерно-технологическую академию ЮФУ по специальности «Информационно-измерительная техника», в 1992 году – Ростовский государственный экономический университет, «Планирование промышленности». (В то время – Таганрогский радиотехнический институт и Ростовский институт народного хозяйства). Трудовую деятельность начал сразу после окончания ИРТСУ ЮФУ в Волгодонске, устроившись на радиозаводе. Позже был вторым секретарем горкома ВЛКСМ. После получения второго диплома, Сергей Макаров баллотировался в городскую Думу, а затем стал соратником мэра Сергей Горбунова. С 1998 по 2001 год, Макаров был помощником главы города по работе с правоохранительными органами. Затем, на протяжении 13 лет, он занимал различные руководящие посты в «Донском народном банке» и «ОТП Банке».
В 2011 году политик получил третье по счёту образование. На этот раз, в Южно-Российском институте управления по специальности «юриспруденция» (тогда – Северо-Кавказская академия государственной службы).
В администрацию Волгодонска Сергей Макаров вернулся в 2017 году по приглашению тогдашнего мэра Виктора Мельникова. 31 июля того года он был назначен заместителем Главы Администрации города Волгодонска по экономике. На этой должности он курировал бюджетную политику, инвестиции, стратегию развития города, внедрение программы «Умный город». С 21 декабря 2021 года по 25 января 2022 год исполнял обязанности Главы Администрации Волгодонска. 26 января 2022 года стал полноценным Главой Администрации Волгодонска.